# Centrale Lokomotiv-Reparaturwerkstätte der Hessischen Ludwigs-Eisenbahn

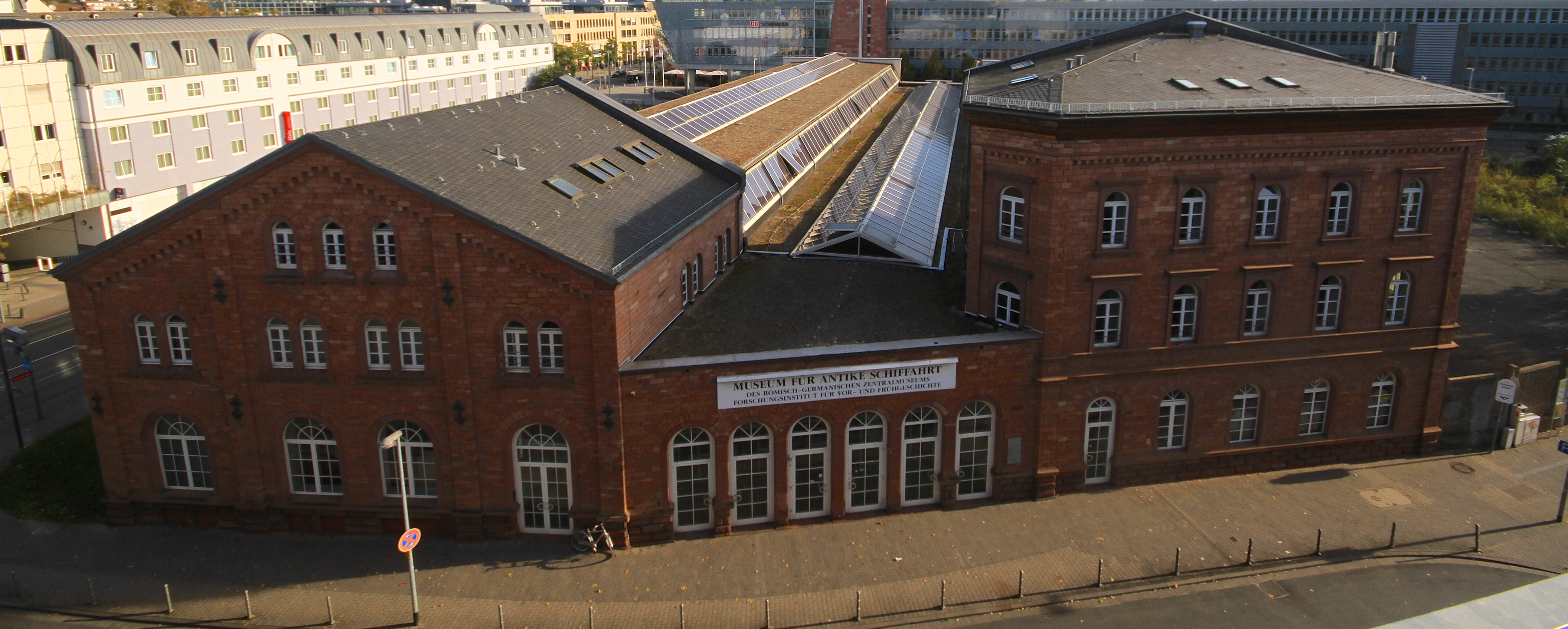
Gebäude, in dem heute das Museum für Antike Schifffahrt beheimatet ist

Die Centrale Lokomotiv-Reparaturwerkstätte der Hessischen Ludwigs-Eisenbahn in Mainz wurde vor 1870 erbaut. Die markante Gebäudegruppe aus roten Sandstein-Quadern befand sich unmittelbar hinter den Festungsbauwerken, die damals die Altstadt umgaben.
Der Bahnhof der Hessischen Ludwigsbahn in Mainz befand sich in dieser Zeit im Bereich des Holztores, bis er 1884 mit Verlegung der Eisenbahnstrecke durch den Centralbahnhof, den heutigen Hauptbahnhof, ersetzt wurde, der die Neustadt südwestlich begrenzt.
Nach Stilllegung der Eisenbahn-Werkstätten wurden die lang gestreckten, in der charakteristischen Eisen-Glas-Konstruktion errichteten Hallen zum Teil abgebrochen und durch eine Ostfassade in ihrer Wirkung verändert. Von 1929 bis 1989 dienten sie als Großmarkthalle. Danach überließ sie die Stadt Mainz dem Römisch-Germanischen Zentralmuseum (RGZM), das hier 1994 nach einer umfassenden Sanierung das Museum für Antike Schifffahrt als eigenständigen Forschungsbereich einrichtete.